# 2016年國民黨遊行爭議事件
2016年1月9日，鄰近總統選舉期間，中國國民黨的支持者於臺北市中正紀念堂展開名為「0109 為台灣安定而走」遊行，在遊行期間，出現了神似納粹德國的軍旗，因而引發爭議。

## 背景
2016年正值中華民國選舉期間，由中國國民黨正副總統候選人朱立倫及王如玄（朱玄配）對上民主進步黨正副總統候選人蔡英文及陳建仁，此次選舉除了國、民兩黨之外，還有親民黨的宋楚瑜參與選舉。此外立法委員選舉也配合總統選舉訂在同一日，各政黨都在開始舉行遊行與造勢，藉此拉攏選票。

## 事件經過
2016年1月9日，中國國民黨正副總統候選人朱立倫及王如玄於中正紀念堂展開「為臺灣安定而走」遊行，主張上臺後要改變國內的各種亂局。遊行隊伍於午2點30分出發，在遊行途中，民眾與支持者揮舞著國旗與黨旗，景象十分壯觀。但卻在隊伍後面，有支持者舉著如同納粹德國的軍旗揮舞著，畫面被傳到網上進而引發爭議。
有網友在自己的臉書上發文表示，國民黨將納粹旗的十字黑框更換成藍色框，納粹「卍」字改成「國民黨黨徽」，旗幟上印有「朱玄競選總部」、「公教軍警調辦公室」等字樣；他在文中表示，希望國際媒體不要報導這個，並強調「朱立倫踩到了全世界最敏感的一條神經，會讓全世界同聲譴責臺灣的。」 ，貼文一出，記者許詩愷也於貼文中回擊稱，這種線條稱為「北歐十字」，源自丹麥，北歐各國視其為友誼及基督教的象徵。記者黃佩君則回應指出，這種形式是從「北歐十字」衍生而來，但國民黨旗幟在包括飾線、圓形、顏色與色塊分割比例等設計細節，能完全比對「納粹旗」。因而引發討論。